# Wishful Thinking (Band)
Wishful Thinking ist eine britische Rockband, die in den 1960er Jahren gegründet wurde.
Der größte Erfolg der Band war das 1971 veröffentlichte Lied Hiroshima, das eine Top-Ten-Position in den deutschen Charts erreichte. Zuvor hatten sie 1966 mit dem Song Step by Step einen kleinen Erfolg, der in der Big L Fab 40, einer Hitparade des Piratensenders Wonderful Radio London, aufgeführt wurde.

## Bandgeschichte
1963 gründeten Roy Daniels (Gesang), Richard Taylor (Leadgitarre), Alan Elkins (2. Leadgitarre), Roger Charles (Bass) und Brian Allen (Schlagzeug) die Gruppe The Emeralds. Bereits 1964 verließ Elkins die Formation.
Die erste Single der Band im Jahr 1963 und zwei weitere im Jahr 1965 wurden unter dem ursprünglichen Bandnamen Emeralds veröffentlicht. In den 1960er Jahren war es wegen der Kosten für Studiozeit üblich, erfahrene Session-Musiker im Studio zu verwenden.
Ihre zweite Single Don't Listen To Your Friends (1965) war mit Session-Gitarrist Big Jim Sullivan von Tom Jones Band.
Ihre dritte Single King Lonely The Blue (1965) war mit Session-Gitarrist Jimmy Page, der später mit Led Zeppelin berühmt wurde. Eine nachfolgende Single Count To Ten (1967) war mit Session-Schlagzeuger Mitch Mitchell von The Jimi Hendrix Experience.
1965 wurde Richard Taylor durch Terry New (Leadgitarre) ersetzt und 1966 erschienen unter dem neuen Bandnamen Wishful Thinking die ersten 3 Singles. Mit dem Lied Step by Step hatte die Gruppe einen Achtungserfolg in der Big L Fab 40, einer Hitparade beim Piratensender Wonderful Radio London.
1967 verließ Sänger Roy Daniels die Band und für ihn kam Kevin Scott (geboren als Kevin Finn), der sich später in Danny Finn umbenannte und z. B. von 1976 bis 1978 Sänger bei den New Seekers war.
Ohne weitere nennenswerte Erfolge drehte sich das Besetzungskarussell weiter. Für Terry New kam John Franklin. Und Tony Collier ersetzte nicht nur Roger Charles am Bass, sondern war auch bei mehreren Songs Leadsänger.
Schließlich schied mit Schlagzeuger Brian Allen auch das letzte Mitglied der Urbesetzung aus und für ihn kamen nacheinander Pete Ridley und John Redpath, der bis 1979 in der Gruppe blieb.
1973 waren Wishful Thinking am Soundtrack zum britischen Musikfilm That’ll Be the Day  (mit David Essex und Ringo Starr) beteiligt. Sie steuerten den Song „It’ll be Me“ bei und sind neben Billy Fury bei einem Tanzwettbewerb zu sehen.
1980 löste sich die Gruppe auf.
Im Mai 2012 verstarb Schlagzeuger Brian Allen (1946–2012) an den Folgen eines Herzanfalls. Im Februar 2016 starb Kevin Finn (1950–2016) nach kurzer Krankheit.

## Das Lied Hiroshima
Von den Singles, die Wishful Thinking veröffentlichten, wurde nur Hiroshima erfolgreich. Dieses Lied über den Atombombenabwurf wurde 1969 von Dave Scott-Morgan  (in den 1980er Jahren Mitglied beim Electric Light Orchestra) geschrieben. Lou Reizner produzierte das Lied, und er war auch die Stimme für den gesprochenen Text im Lied.
1971 wurde es (mit der B-Seite She Belongs to the Night) als Single sowie auf dem gleichnamigen Album veröffentlicht. 1972 erschien es dann erneut, diesmal als B-Seite der Single Clear White Light. Doch erst nach Mitte der 1970er Jahre entwickelte sich das Lied dann speziell in Deutschland zu einem beachtlichen Erfolg und erreichte 1978 Platz 8 der Charts. Insgesamt blieb es 44 Wochen in der Hitparade.
Sony Music in Deutschland hat die Vertriebsrechte für den vorigen Katalog von „Global Records and Tapes GmbH“ und Ariola Records.
Eine deutschsprachige Coverversion von Hiroshima wurde 1982 von der DDR-Rockband Puhdys veröffentlicht.
1990 machte die Sängerin Sandra eine Coverversion. Sie erreichte den vierten Platz in Deutschland, der Schweiz und Israel sowie den 16. Platz in Frankreich.

## Fernsehauftritt
25 Jahre später nach der Auflösung, am 16. April 2005, kam es in der Besetzung Kevin Finn, Brian Allen, Roger Charles und John Franklin zu einer Wiedervereinigung in der RTL-Sendung Die ultimative Chartshow. Zum ersten Mal seit 36 Jahren traten die Vier gemeinsam auf, um Hiroshima zu singen.

## Diskografie

### Alben
- 1967: Live Vol: 1 (LP), (DECCA, UK, B, D)
- 1971: Wishful Thinking (LP) (Global Records, D)
- 1971: Hiroshima (LP), (B&C, UK)
- 1971: Hiroshima (LP), (AMPEX RECORDS, US, CAN)
- 1976: Hiroshima (LP), (MIDI MID, D)
- 1976: Hiroshima (LP), (ATLANTIC, D)
- 1979: Hiroshima (LP), (Global Records and Tapes, D)
- 1979: Hiroshima (LP), (Global Records and Tapes, NL, B)
- 1988: Wishful Thinking (CD), (Global Records and Tapes, D)
- 1988: Wishful Thinking (CD), (Ariola, NL, B)
- 1996: Live Vol: 1 (CD), (DERAM, Japan)
- 2002: Live Vol. 2 (CD), (Live: Vorup Ungdomsskole, Randers, Denmark)
- 2007: Step By Step - And other singles 1963-1968 plus unreleased tracks (CD) (Frost Records.dk, DK)
- 2009: Believing in Dreams (CD), (Wishful Thinking, UK)
- 2012: Hiroshima (CD), (Prog Temple, Nov. 2012, Re-release)

### Kompilationen
- 1979: Wishful Thinking (später umbenannt in Hiroshima mit leicht verändertem Cover)
- 2007: Step by Step – And Other Singles 1963–1968 Plus Unreleased Tracks (CD) (Frost Records.dk, DK)

### Singles
- 1963: The Kerry Dancers / Little White Lies (als Bandname „Emeralds“)(HMV - His Masters Voice POP1157, UK)
- 1965: Don't Listen to Your Friends / Say Your Mine (als Bandname „Emeralds“)(DECCA F12096, UK)(mit Gitarrist Big Jim Sullivan von Tom Jones Band).
- 1965: King Lonely The Blue / Someone Else's Fool (als Bandname „Emeralds“)(DECCA F12304, UK)(mit Gitarrist Jimmy Page)
- 1966: Step by Step (DECCA F12499, UK, DK) (DECCA F12499, NL) (DECCA 26.089, B)
- 1966: Turning Round / V.I.P (DECCA F12438, UK, DK) (DECCA 26.077, B)
- 1966: V.I.P. (Ugebladet Børge DGR 127, DK, Flexi-Disc Seite 2)
- 1967: Count to Ten / Hang Around Girl (DECCA F 12598, UK, DK), (mit Session-Schlagzeuger Mitch Mitchell von The Jimi Hendrix Experience)
- 1967: Cherry Cherry / Peanuts (DECCA F12627, UK, DK), (London Top Records 1179, Japan)
- 1967: Peanuts / Cherry, Cherry / Step By Step / Looking Around (EP) (London LS121, Japan)
- 1967: Meet The Sun / Easier Said Than Loving You (Abacus Music, DECCA F1267K, UK, DK)
- 1968: It’s so Easy (DECCA F12760, UK, DK) (DECCA 26.169, B)
- 1968: Alone (DECCA F22742, UK, DK)
- 1970: Without a Place to Go / Waterfall (Metronome M25210, D, NOR)
- 1971: Hiroshima (Global Records/Phonogram 6004991, D), (Intercord 22506-0, D),
- 1971: Hiroshima (Global Records/Ariola-Eurodisc-Benelux 99109AT, NL),
- 1971: United States of Europe ’79 (Ampex Records X11045, US)
- 1972: Lu La Le Lu (mit Klaus Voormann), (B&C RECORDS CB169, UK, D)
- 1972: Clear White Light / Horizons (B&C RECORDS CB184, D)
- 1975: Hiroshima / She Belongs to the Night (ATLANTIC ATL10668, D)
- 1975: Hiroshima / She Belongs to the Night - Pertenece A La Noche (ATLANTIC 45-1766, SP)
- 1977: Clear White Light / Horizons (ATLANTIC ATL10949, D)
- 1978: Hiroshima / Hiroshima (ATLANTIC 45-1766, B)
- 1978: Hiroshima (Special Mix New Long Version)
- 1978: America / You Lay Me Down (ATLANTIC ATL11222, D)
- 1979: Hiroshima (Global Records and Tapes 0033.208, D)
- 1979: Hiroshima / We're Gonna Change All This (Barclay 61.560L, F)
- 1979: State Fair Majorette / Crash at Honolulu (Global Records and Tapes 0033.215, D)
- 1980: Tightrope Man (Global Records and Tapes 0033.228, D)
- 1982: Hiroshima / America (EP) (Global Records and Tapes 0933.201. D)
- 1985: Hiroshima / America (Global Records and Tapes 107165-100, D)
- 1989: Hiroshima / America / State Fair Majorette (CD) (Global Records and Tapes 662024(CD), D)
- 1990: Hiroshima (Originalversion + 90er-Mix von Dave Morgan) (Global Records and Tapes 113132, D)